# Cupido amore mio
Cupido amore mio (내 남자는 큐피드?, Nae namjaneun KyupideuLR; lett. "Il mio uomo è Cupido") è una serie televisiva sudcoreana distribuita da Prime Video dal 1º dicembre 2023 al 20 gennaio 2024.

## Personaggi e interpreti
- Cheon Sang-hyuk, interpretato da Jang Dong-yoon
- Oh Baek-ryun, interpretata da Nana
- Seo Jae-hee, interpretato da Park Ki-woong